# خوارز دو ناسیمنتو فرناندس تاورا
خوارز دو ناسیمنتو فرناندس تاورا (انگلیسی: Juarez Távora; ۱۴ ژانویهٔ ۱۸۹۸ – ۱۸ ژوئیهٔ ۱۹۷۵) افسر و سیاستمدار اهل برزیل بود.